# Eider Gardiazábal Rubial
Eider Gardiazábal Rubial (* 12. Juni 1975 in Bilbao) ist eine spanische Politikerin der Partido Socialista Obrero Español.

## Leben
Seit 2009 ist Rubial Abgeordnete der Fraktion der Progressiven Allianz der Sozialisten & Demokraten im Europäischen Parlament. Sie ist Stellvertretende Vorsitzende des Haushaltsausschusses sowie Mitglied der Delegation für die Beziehungen zu Indien.